# Ingvar Ericsson (cyklist)
Karl Erik Ingvar Ericsson, född 5 januari 1914 i Uppsala, död 21 april 1995 i Stockholm, var en svensk tävlingscyklist.
Ingvar Ericsson var son till muraren Elias Ericsson. Han drev från 1936 AB Ingvar Ericsson Cykel- och sportaffär i Stockholm. Under perioden 1935–1940 var han en av Sveriges främsta tävlingscyklister, vann 6 SM individuellt, 15 mil 1936, 1939 och 1940 samt Mälaren runt 1935, 1937 och 1939 varav 1935 och 1939 på ny rekordtid. Därtill vann han fem SM i lag. Han blev 1937 3:a samt 1938 och 1939 2:a i individuell tävlan och ingick 1938 och 1939 i det segrande svenska laget. År 1939 vann han den individuella segern i femlandskampen i Djursholm. Åren 1938 och 1939 vann han tredagarsloppet Berlin–Köpenhamn och vann även en rad svenska tävlingar, bland annat elitklassen av Enskedeloppet 1935, Skandialoppet 1936 och 1937 samt Småländska tvådagarsloppet 1938 och 1939. Ericsson anlitades även som instruktör, och var från 1941 Svenska cykelförbundets rikstränare. Han är begravd på Spånga kyrkogård.